# 1987年中国大陆
| 中国历史 / 中国历史年表 |
| 世紀： 19世纪中国 / 20世纪中国 / 21世纪中国 |
| 年代： 1950年代中国大陆 / 1960年代中国大陆 / 1970年代中国大陆 / 1980年代中国大陆 / 1990年代中国大陆 / 2000年代中国大陆 / 2010年代中国大陆                     |
| 年份： 1983年中国大陆 / 1984年中国大陆 / 1985年中国大陆 / 1986年中国大陆 / 1987年中国大陆 / 1988年中国大陆 / 1989年中国大陆 / 1990年中国大陆 / 1991年中国大陆 |
| 纪年： 丁卯年（兔年）、中华人民共和国成立38周年 |

## 黨和國家領導人

### 最高領導人
- 中國共產黨中央委員會總書記：胡耀邦 → 趙紫陽（代理）

### 國家元首
- 中華人民共和國主席：李先念

### 政府首腦
- 中華人民共和國國務院總理：趙紫陽

## 大事記
- 1月1日，《中华人民共和国民法通则》、《中华人民共和国治安处罚条例》施行。
- 1月2日，1987年长子县化肥厂污染水源事故。
- 1月16日，中共中央政治局扩大会议同意胡耀邦辞去党中央总书记，由赵紫阳代理。10月20日，十二届七中全会确认。
- 1月17日，中國學者方勵之、王若望、劉賓雁因參與資產階級自由化運動，被中國共產黨開除出黨。
- 2月6日，邓小平指出，计划和市场都是发展生产力的方法。
- 3月15日，哈尔滨亚麻厂麻尘爆炸火灾。波及4个车间，损坏厂房1.3万多平方米，死亡58人，重伤65人，轻伤112人。
- 3月26日，中葡两国政府草签关于澳门问题的联合声明。确认中华人民共和国政府于1999年12月20日对澳门恢复行使主权。4月13日，两国政府总理在北京正式签署。次年1月15日，两国政府互换批准书。
- 4月，陕西法门寺地宫发掘，出土佛指骨舍利和大量沉寂了千年之久的唐代稀世珍寶，轟動國內外，被喻為繼秦陵兵馬俑後再一重大發現。
- 4月30日，邓小平阐述中国分三步走、基本实现现代化的发展战略。
- 4月30日，黄河漂流探险開始。
- 5月6日，黑龍江省大興安嶺地區發生森林大火，是1949年以來中國最嚴重的一次特大森林火災。
- 5月18日—24日，第5届世界羽毛球锦标赛在北京举行。中国队囊括男单、男双、女双、女单、混双全部冠军。
- 6月12日，邓小平指出改革是全面的改革，包括经济体制改革、政治体制改革和相应的其他各个领域的改革。开放是对世界所有国家的开放，对各种类型的国家开放。
- 6月19日，兩支分別來自北京及洛陽的黃河漂流探險隊在拉加峽翻艇遇難，隊內四名成員遇難身亡。
- 6月19日，涉及煽動其他學生參與1986年12月爭取民主自由示威的湖北武漢音樂學院學生盧笛在湖北省武漢被法院判刑4年。[1]
- 8月20日，中华人民共和国邮电部发行一套《国际住房年》纪念邮票，全套1枚，面值 0.08 元
- 8月29日，邓小平指出，“我们党的十三大要阐述中国社会主义处在初级阶段，是初级阶段的社会主义。一切都要从这个实际出发，根据这个实际来制订规划。”
- 9月14日凌晨4时，湖南省沅江县建委一即将竣工的3层办公楼坍塌，沉于近5米深的湖中，施工人员40名死亡，1名重伤，直接经济损失93万元。
- 9月27日，拉萨市21名喇嘛和其他5人举着雪山狮子旗，喊着西藏独立口号，在拉萨市区八角街、人民路一带游行，在大昭寺广场发表演讲。企图冲击西藏自治区人民政府。打伤一些维持秩序的公安人员。公安部门将他们收容审查，不到一小时，事件平息。
- 10月1日，9时50分，拉萨动乱。打砸烧毁汽车、摩托车43辆，其中烧毁11辆。砸、抢照相机7部，录相机3部，共造成直接经济损失达600多万元。公安干警和武警有325人受伤，其中重伤19人。记者7人受伤，其中重伤4人。闹事者和围观者有20人受伤，6人死亡。下午2时许，干警用消防水枪驱散了闹事者。3时左右，事态平息。
- 10月5日，下午，解放军空军地空导弹部队在广西龙州县击落越南米格-21P型侦察机1架，活捉飞行员陈尊。
- 10月9日，大亞灣核電廠在建築期間被發現一號反應堆地基漏放316支鋼筋。
- 10月25日—11月1日：中国共产党第十三次全国代表大会举行。赵紫阳作《沿着有中国特色的社会主义道路前进》的报告。提出了社会主义初级阶段理论，“一个中心、两个基本点”的基本路线，制定了三步走、实现现代化的发展战略，提出了政治体制改革的任务。通过党章部分条文修正案。
- 11月2日，十三届一中全会选举赵紫阳、李鹏、乔石、胡启立、姚依林为中央政治局常委，赵紫阳为中央委员会总书记；决定邓小平为中央军委主席，批准陈云为中央顾问委员会主任、乔石为中央纪律检查委员会书记。
- 11月20日至12月5日：第六屆全運會在廣州舉行。
- 12月10日，上海轮渡陆延线陆家嘴轮渡站踩踏事故。共造成16人死亡，78人受伤（一说66人死亡）。